# Coprothermobacter platensis
Coprothermobacter platensis es una bacteria moderadamente termófila, estrictamente anaerobia y proteolítica (descomponedora de proteínas). Fue descubierta en un reactor anaeróbico utilizado para el tratamiento de las aguas residuales en Uruguay.
Es un bacilo en forma de varilla, de aproximadamente 1.5-2 μm de largo y 0.5 μm de diámetro, no móvil, no forma esporas y se tiñe de gramnegativo. Las condiciones de temperatura para el crecimiento varían de 35 a 65 °C, con una temperatura óptima de 55 °C a valores de pH cercanos a la neutralidad. El pH óptimo es de aproximadamente 7.0, aunque esta bacteria tolera condiciones de pH que varían de 4.3 a 8.3.